# Triclocarban
Triclocarban ist eine chemische Verbindung aus der Gruppe der Carbanilidderivate.

## Gewinnung und Darstellung
Triclocarban kann durch Reaktion von 3,4-Dichloranilin mit 4-Chlorphenylisocyanat gewonnen werden.

## Eigenschaften
Triclocarban ist ein weißes geruchloses Pulver, das praktisch unlöslich in Wasser ist.

## Verwendung
Triclocarban wird als antibakterielles Mittel und Konservierungsmittel in flüssigen Seifen und Deodorants verwendet. Eine Studie in den Jahren 1999–2000 ergab das Triclocarban in 84 % der verkauften Seifen in den USA enthalten war. In Europa beträgt die erlaubte Höchstkonzentration in kosmetischen Produkten 0,2 % (Directive 76/768/EEC, Annex VI, part 1 n° 23). Die Wirkung beruht auf der Beeinflussung der Zellmembranen der Bakterien.

## Sicherheitshinweise
Triclocarban kann eine Methämoglobinämie auslösen und sollte deshalb nicht bei Neugeborenen und Säuglingen angewendet werden. Bei Anwendung zur Vaginalhygiene kann eine Erythema multiforme induziert werden.

## Risikobewertung
Triclocarban wurde 2018 von der EU gemäß der Verordnung (EG) Nr. 1907/2006 (REACH) im Rahmen der Stoffbewertung in den fortlaufenden Aktionsplan der Gemeinschaft (CoRAP) aufgenommen. Hierbei werden die Auswirkungen des Stoffs auf die menschliche Gesundheit bzw. die Umwelt neu bewertet und ggf. Folgemaßnahmen eingeleitet. Ursächlich für die Aufnahme von Triclocarban waren die Besorgnisse bezüglich weit verbreiteter Verwendung sowie der möglichen Gefahr durch reproduktionstoxische Eigenschaften sowie als potentieller endokriner Disruptor. Die Neubewertung fand ab 2019 statt und wurde von Frankreich durchgeführt. Anschließend wurde ein Abschlussbericht veröffentlicht.